# Московско-Виндавская железная дорога
Московско-Виндавская железная дорога — железнодорожная линия, построенная Обществом Московско-Виндаво-Рыбинской железной дороги и открытая в начале XX века. Проходит по маршруту Москва — Ржев — Великие Луки — Елгава (Митава) — Вентспилс (Виндава). Кратчайшим образом соединила Москву с незамерзающим Балтийским морем.

## История
Подробнее см. История Московско-Виндавской линии
Строительство линии началось согласно Высочайшему Указу Николая II от 2 марта 1897 года. Выбор в качестве конечной станции порта Виндавы побудил взявшееся за строительство «Общество Рыбинской железной дороги» сменить название на «Общество Московско-Виндаво-Рыбинской железной дороги».
Строительство дороги началось весной 1898 года под руководством главного инженера С. Штольцмана. И уже в августе 1900 года началось временное товарное и пассажирское движение на участке от Себежа до Крейцбурга. В сентябре 1901 года была введена в эксплуатацию вся дорога от Рижского вокзала до Крейцбурга, при этом доехать напрямую от Москвы до Балтийского моря стало возможным лишь с открытием участка от Крейцбурга до Туккума (Тукумс) в ноябре 1904 года.

## Современное состояние
Линия используется, главным образом, для организации пассажирских и грузовых перевозок. По линии ежедневно ходят поезда дальнего следования из Москвы в Ригу и Великие Луки, возрастает объём грузовых перевозок. Значительную долю грузов составляют сырая нефть и нефтепродукты, которые через порты в Риге, Вентспилсе и Лиепае отправляют в страны Европы.

### Подчинение

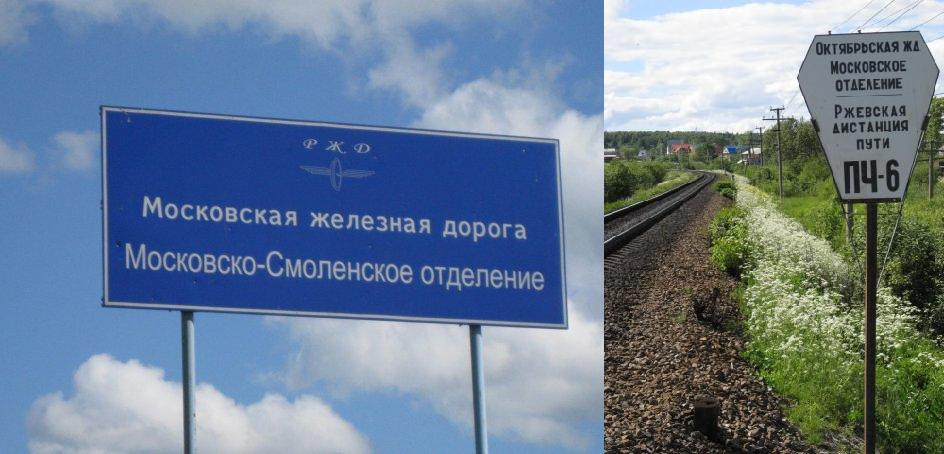
Граница между МЖД и ОЖД

#### Участок Москва — Шаховская
Участок от Москвы до станции Шаховская представляет собой Московско-Рижскую дистанцию пути Московско-Смоленского отделения Московской железной дороги. Начинается от Рижского вокзала и имеет протяжённость 155 км. В черте Москвы имеет пересечение с Алексеевской соединительной ветвью, Савёловским направлением и Малым кольцом Московской железной дороги, возле станции Манихино-1 Рижское направление пересекает Большое кольцо МЖД. Участок до станции Шаховская электрифицирован на постоянном токе, главный ход до Волоколамска имеет второй путь. Развито движение пригородных электропоездов от Москвы.

#### Участок Шаховская — Посинь
Линия однопутная, неэлектрифицированная, находится в ведении Октябрьской железной дороги. Начинается от станции Шаховская недалеко от границы Московской области и продолжается по территории Тверской и Псковской областей до границы с Латвией. Участок до Русаново относится к Ржевской дистанции пути Московского региона, участок от станции Жижица до границы с Латвией обслуживается Новосокольнической дистанцией пути Санкт-Петербург-Витебского региона. Имеются пересечения с линией Лихославль — Вязьма в районе станции Ржев-II, с Бологое-Полоцкой линией на станции Великие Луки, а также с железной дорогой Санкт-Петербург — Витебск на станции Новосокольники.
В основном, линия обслуживается тепловозами депо ТЧЭ-31 Великие Луки. На пригородных маршрутах работают составы из 1—3 вагонов и тепловозом Московско-Тверской дирекции, а также рельсовые автобусы Санкт-Петербург-Витебской дирекции по обслуживанию пассажиров.

#### УчастокЛатвийской железной дороги
Представляет собой участок железной дороги от пограничной станции Зилупе до порта Вентспилс. Весь участок не электрифицирован. Линии Зилупе — Резекне и Резекне — Крустпилс используются для пригородного сообщения; до 2020 года здесь проходили поезда Рига — Москва, Рига — Санкт-Петербург. Линии Елгава — Крустпилс, Тукумс II — Елгава и Вентспилс — Тукумс II используются исключительно для грузового движения.

## Факты
В 2011 году рассматривалась возможность организации скоростного движения по маршруту Москва — Рига. Договоренность об этом была достигнута на встрече министра экономики Латвии Артиса Кампарса с президентом России Дмитрием Медведевым. Критики отмечали несостоятельность проекта ввиду ограниченности средств у латвийского правительства и одновременного участия в строительстве другой скоростной линии — Rail Baltica.